# Villaolja
Villaolja eller lätt brännolja är lätt eldningsolja med ungefär samma egenskaper som diesel. De flesta dieselmotorer fungerar lika bra om de drivs med villaolja. Däremot har det tidvis på olika håll varit förbjudet att använda villaolja som bränsle i fordon på grund av olika skatter för villaolja och fordonsbränsle och för att villaolja varit av sämre miljökvalitet med avseende på bland annat svavelinnehåll.
Villaolja är ett fossilt bränsle vilket betyder att det vid eldning påskyndar den globala uppvärmningen.